# Ciro Cândido Martins de Brito
Ciro Cândido Martins de Brito (, 1790 — Rio de Janeiro, 1857) foi um funcionário do Ministério do Império e o primeiro diretor do Arquivo Público do Império.

## Biografia
Escrivão dos Filhamentos da Casa Imperial e que acumulou, durante certo tempo, as funções de guarda-roupa da mesma casa com as de oficial da Secretaria do Senado. Quando era funcionário do Ministério do Império, Martins de Brito recebeu a missão de Pedro de Araújo Lima para ser o primeiro diretor do Arquivo Público do Império, atual Arquivo Nacional, em 1840, dois anos após a criação da instituição pelo regulamento n.º 2, de 2 de janeiro de 1838. Martins de Brito foi o responsável por reunir diversos documentos da história do Brasil espalhados pelos mais variados órgãos públicos na primeira sede da instituição, em edifício do Ministério do Império, na rua da Guarda Velha, atual Treze de Maio. Permaneceu na direção do órgão, até a sua morte em 1857, quando foi substituído por seu cunhado de forma interina, José Tomás de Oliveira Barbosa.